# Gunungiella vimchi
Gunungiella vimchi är en nattsländeart som beskrevs av Schmid 1968. Gunungiella vimchi ingår i släktet Gunungiella och familjen stengömmenattsländor. Inga underarter finns listade i Catalogue of Life.